# Рецептор інсуліноподібного фактору росту 2 типу
Рецептор інсуліноподібного фактору росту 2 типу (англ. Insulin like growth factor 2 receptor, IGF2R), також катіон-незалежний рецептор маноза-6-фосфату (англ. cation-independent mannose-6-phosphate receptor, CI-MPR) – білок, який кодується геном IGF2R, розташованим у людей на довгому плечі 6-ї хромосоми.. Довжина поліпептидного ланцюга білка становить 2 491 амінокислот, а молекулярна маса — 274 375. IGF2R є багатофункціональним рецептором, який зв'язується з інсуліноподібним фактором росту 2 типу на поверхні клітини та маноза-6-фосфатом М6Р-мічених білків в транс-Гольджі.
| 10         |  | 20         |  | 30         |  | 40         |  | 50         |
| ---------- |  | ---------- |  | ---------- |  | ---------- |  | ---------- |
| MGAAAGRSPH |  | LGPAPARRPQ |  | RSLLLLQLLL |  | LVAAPGSTQA |  | QAAPFPELCS |
| YTWEAVDTKN |  | NVLYKINICG |  | SVDIVQCGPS |  | SAVCMHDLKT |  | RTYHSVGDSV |
| LRSATRSLLE |  | FNTTVSCDQQ |  | GTNHRVQSSI |  | AFLCGKTLGT |  | PEFVTATECV |
| HYFEWRTTAA |  | CKKDIFKANK |  | EVPCYVFDEE |  | LRKHDLNPLI |  | KLSGAYLVDD |
| SDPDTSLFIN |  | VCRDIDTLRD |  | PGSQLRACPP |  | GTAACLVRGH |  | QAFDVGQPRD |
| GLKLVRKDRL |  | VLSYVREEAG |  | KLDFCDGHSP |  | AVTITFVCPS |  | ERREGTIPKL |
| TAKSNCRYEI |  | EWITEYACHR |  | DYLESKTCSL |  | SGEQQDVSID |  | LTPLAQSGGS |
| SYISDGKEYL |  | FYLNVCGETE |  | IQFCNKKQAA |  | VCQVKKSDTS |  | QVKAAGRYHN |
| QTLRYSDGDL |  | TLIYFGGDEC |  | SSGFQRMSVI |  | NFECNKTAGN |  | DGKGTPVFTG |
| EVDCTYFFTW |  | DTEYACVKEK |  | EDLLCGATDG |  | KKRYDLSALV |  | RHAEPEQNWE |
| AVDGSQTETE |  | KKHFFINICH |  | RVLQEGKARG |  | CPEDAAVCAV |  | DKNGSKNLGK |
| FISSPMKEKG |  | NIQLSYSDGD |  | DCGHGKKIKT |  | NITLVCKPGD |  | LESAPVLRTS |
| GEGGCFYEFE |  | WHTAAACVLS |  | KTEGENCTVF |  | DSQAGFSFDL |  | SPLTKKNGAY |
| KVETKKYDFY |  | INVCGPVSVS |  | PCQPDSGACQ |  | VAKSDEKTWN |  | LGLSNAKLSY |
| YDGMIQLNYR |  | GGTPYNNERH |  | TPRATLITFL |  | CDRDAGVGFP |  | EYQEEDNSTY |
| NFRWYTSYAC |  | PEEPLECVVT |  | DPSTLEQYDL |  | SSLAKSEGGL |  | GGNWYAMDNS |
| GEHVTWRKYY |  | INVCRPLNPV |  | PGCNRYASAC |  | QMKYEKDQGS |  | FTEVVSISNL |
| GMAKTGPVVE |  | DSGSLLLEYV |  | NGSACTTSDG |  | RQTTYTTRIH |  | LVCSRGRLNS |
| HPIFSLNWEC |  | VVSFLWNTEA |  | ACPIQTTTDT |  | DQACSIRDPN |  | SGFVFNLNPL |
| NSSQGYNVSG |  | IGKIFMFNVC |  | GTMPVCGTIL |  | GKPASGCEAE |  | TQTEELKNWK |
| PARPVGIEKS |  | LQLSTEGFIT |  | LTYKGPLSAK |  | GTADAFIVRF |  | VCNDDVYSGP |
| LKFLHQDIDS |  | GQGIRNTYFE |  | FETALACVPS |  | PVDCQVTDLA |  | GNEYDLTGLS |
| TVRKPWTAVD |  | TSVDGRKRTF |  | YLSVCNPLPY |  | IPGCQGSAVG |  | SCLVSEGNSW |
| NLGVVQMSPQ |  | AAANGSLSIM |  | YVNGDKCGNQ |  | RFSTRITFEC |  | AQISGSPAFQ |
| LQDGCEYVFI |  | WRTVEACPVV |  | RVEGDNCEVK |  | DPRHGNLYDL |  | KPLGLNDTIV |
| SAGEYTYYFR |  | VCGKLSSDVC |  | PTSDKSKVVS |  | SCQEKREPQG |  | FHKVAGLLTQ |
| KLTYENGLLK |  | MNFTGGDTCH |  | KVYQRSTAIF |  | FYCDRGTQRP |  | VFLKETSDCS |
| YLFEWRTQYA |  | CPPFDLTECS |  | FKDGAGNSFD |  | LSSLSRYSDN |  | WEAITGTGDP |
| EHYLINVCKS |  | LAPQAGTEPC |  | PPEAAACLLG |  | GSKPVNLGRV |  | RDGPQWRDGI |
| IVLKYVDGDL |  | CPDGIRKKST |  | TIRFTCSESQ |  | VNSRPMFISA |  | VEDCEYTFAW |
| PTATACPMKS |  | NEHDDCQVTN |  | PSTGHLFDLS |  | SLSGRAGFTA |  | AYSEKGLVYM |
| SICGENENCP |  | PGVGACFGQT |  | RISVGKANKR |  | LRYVDQVLQL |  | VYKDGSPCPS |
| KSGLSYKSVI |  | SFVCRPEARP |  | TNRPMLISLD |  | KQTCTLFFSW |  | HTPLACEQAT |
| ECSVRNGSSI |  | VDLSPLIHRT |  | GGYEAYDESE |  | DDASDTNPDF |  | YINICQPLNP |
| MHGVPCPAGA |  | AVCKVPIDGP |  | PIDIGRVAGP |  | PILNPIANEI |  | YLNFESSTPC |
| LADKHFNYTS |  | LIAFHCKRGV |  | SMGTPKLLRT |  | SECDFVFEWE |  | TPVVCPDEVR |
| MDGCTLTDEQ |  | LLYSFNLSSL |  | STSTFKVTRD |  | SRTYSVGVCT |  | FAVGPEQGGC |
| KDGGVCLLSG |  | TKGASFGRLQ |  | SMKLDYRHQD |  | EAVVLSYVNG |  | DRCPPETDDG |
| VPCVFPFIFN |  | GKSYEECIIE |  | SRAKLWCSTT |  | ADYDRDHEWG |  | FCRHSNSYRT |
| SSIIFKCDED |  | EDIGRPQVFS |  | EVRGCDVTFE |  | WKTKVVCPPK |  | KLECKFVQKH |
| KTYDLRLLSS |  | LTGSWSLVHN |  | GVSYYINLCQ |  | KIYKGPLGCS |  | ERASICRRTT |
| TGDVQVLGLV |  | HTQKLGVIGD |  | KVVVTYSKGY |  | PCGGNKTASS |  | VIELTCTKTV |
| GRPAFKRFDI |  | DSCTYYFSWD |  | SRAACAVKPQ |  | EVQMVNGTIT |  | NPINGKSFSL |
| GDIYFKLFRA |  | SGDMRTNGDN |  | YLYEIQLSSI |  | TSSRNPACSG |  | ANICQVKPND |
| QHFSRKVGTS |  | DKTKYYLQDG |  | DLDVVFASSS |  | KCGKDKTKSV |  | SSTIFFHCDP |
| LVEDGIPEFS |  | HETADCQYLF |  | SWYTSAVCPL |  | GVGFDSENPG |  | DDGQMHKGLS |
| ERSQAVGAVL |  | SLLLVALTCC |  | LLALLLYKKE |  | RRETVISKLT |  | TCCRRSSNVS |
| YKYSKVNKEE |  | ETDENETEWL |  | MEEIQLPPPR |  | QGKEGQENGH |  | ITTKSVKALS |
| SLHGDDQDSE |  | DEVLTIPEVK |  | VHSGRGAGAE |  | SSHPVRNAQS |  | NALQEREDDR |
| VGLVRGEKAR |  | KGKSSSAQQK |  | TVSSTKLVSF |  | HDDSDEDLLH |  | I          |

A: Аланін

C: Цистеїн

D: Аспарагінова кислота

E: Глутамінова кислота

F: Фенілаланін

G: Гліцин

H: Гістидин

I: Ізолейцин

K: Лізин

L: Лейцин

M: Метіонін

N: Аспарагін

P: Пролін

Q: Глутамін

R: Аргінін

S: Серин

T: Треонін

V: Валін

W: Триптофан

## Структура гену
Ген IGF2R містить 48 екзонів і охоплює область розміром близько 136 тисяч пар основ. Встановлено, що промоторні області генів IGF2R миші та людини розташовані в межах CpG-острівців, де відсутні ТАТА- і СААТ-бокси. Деякі регуляторні елементи зберігаються в миші і людини, в тому числі 3 E-бокси та і кілька GC-боксів. Другий інтрон гену IGF2R як у миші, так і у людини містить другий CpG-острівець.
На сьогодні для IGF2R відомо 9 однонуклеотидних поліморфізмів та 3 варіанти амінокислот в ліганд-зв'язуючому домені M6P/IGF2R, які можуть під впливом відбору в організмі людини .

### Модель геномного імпринтингу IGF2R
Ген IGF2R є імпринтованим, тобто його експресія здійснюється лише з локусу хромосоми одного із батьків. Експресія цього гену (в людини) відбувається на довгому плечі 6-ї хромосоми материнського походження у позиції 26-27 й регулюється за допомогою нкРНК (англ. ncRNA). При цьому експресія гену, що відповідає за синтез некодуючої РНК, відбувається з локусу хромосоми батьківського походження. Геномна організація і патерн імпринтингу кластера Igf2r миші лише частково зберігається в синтенній області людини.
У регуляції імпринтованого локусу цього гену у миші задіяні диференційне метилювання CpG-динуклеотидів у другому інтроні й антизмістовна некодуюча РНК Air. Таким чином, на хромосомі материнського походження, ген Air репресований (зумовлено гіперметилюванням ICE (англ. imprint control element), що розташований в його промоторі), а три білок-кодуючі гени, що знаходяться під його негативним контролем — активні. На хромосомі батьківського походження послідовність ДНК в області ICE є неметильована, що обумовлює транскрипцію з батьківської хромосоми нкРНК Air розміром 108 т. н., яка забезпечує сайленсинг алелей батьківського походження як самого гена IGF2R, з яким він частково перекривається, так і генів SLC22A2 і SLC22A3, з якими він не перекривається.
У сумчастих Igf2r також імпринтований, проте експресія материнського алеля здійснюється без участі диференційного метилювання, через відсутность CpG-острівця в другому інтроні й і антизмістовної транскрипції.

## Структура IGF2R
За структурою IGF2R належить до трансмембранних білків I типу (тобто, він має один трансмембранний домен з його С-кінцем на цитоплазматичній стороні ліпіднийого бішару) з великим позаклітинним/просвітним (просвіт транс-сітки апарату Гольджі) доменом та відносно коротким цитоплазматичним хвостом. Позаклітинний домен містить невелику область, що гомологічна колаген-зв'язуючому доменому фибронектину і п'ятнадцять повторів з приблизно 147 амінокислотних залишків. Кожен з цих повторів гомологічний 157 залишку позаклітинного домену рецептора манози 6-фосфату. Зв'язування з IGF2 опосередковано через один з повторів, в той час як два різних повтори відповідальні за зв'язування з маноза-6-фосфатом. Молекулярна маса IGF2R становить приблизно 300 кДа; він існує та функціонує як димер.

## Фізіологічна роль
IGF2R здійснює очищення IGF2 від поверхні клітини для ослабленої сигналізації, а також транспортування попередників лізосомальних кислих гідролаз з апарату Гольджі в лізосоми. Після зв'язування IGF2 на поверхні клітини, молекули IGF2R накопичуються в клатринових везикулах, що формуються та поглинаються. У просвіті транс-сітки апарату Гольджі, IGF2R зв'язує М6Р-мічений «вантаж». Молекули IGF2R (зв'язані з їх «вантажем») впізнаються GGA родиною клатринових адаптерних білків та накопичуються в клатринових везикулах, що формуються. Молекули IGF2R з поверхні клітин та апарату Гольджі поміщаються в ранні ендосоми де, при відносно низькому рН середовища ендосом, вони вивільняють свій «вантаж». Молекули IGF2R повертаються назад до апарату Гольджі за допомогою ретромерного комплексу, знову шляхом взаємодії з GGA та везикулами. Білковий «вантаж» поміщається в лізосоми за допомогою пізніх ендосом незалежно від IGF2R.

## ІнтерактомIGF2R
Було показано, що рецептор інсуліноподібного фактору росту 2 типу взаємодіє з маноза-6-фосфат-рецептор-зв'язуючим білком 1 (M6PRBP1, PLIN3).

## Особливості еволюції IGF2R
Рецептор інсуліноподібного фактору росту 2 типу еволюціонував від катіон-незалежного рецептора маноза-6-фосфату та уперше з'явився в однопрохідних. Сайт зв'язування IGF2 був, ймовірно, набутий випадково при утворенні екзонного сайта сплайсингу енхансерного кластера в екзоні 34 та ймовірно обумовлено вставками повторюваних елементів, довжиною в кілька тисяч пар основ, в попередньому інтроні. Шестиразове збільшення афінності в еволюції звірів збігається з виникненням імпринтингу і узгоджується з теорією батьківського конфлікту.

## IGF2R та обдарованість
Відмінності в рівні інтелекту індивідуумів в значній мірі визначаються відмінностями в генах. У 90-х роках американський вчений XX століття Річард Пломін показав, що більшість дітей з дуже високим IQ мають «ген інтелекту» IGF2R який кодує рецептор для так званого інсуліноподібного фактору росту 2 типу. Проте у 2009 році британські вчені під керівництвом Яна Дірі показали, що людський інтелект досить полігенний (визначається багатьма генами).